# Chemiczna fabryka nawozów Moritza Milcha w Poznaniu
Chemiczna fabryka nawozów Moritza Milcha w Poznaniu (niem. Chemische Dünger Fabrik Moritz Milch & Co.) – nieistniejąca fabryka chemiczna produkująca m.in. nawozy sztuczne, usytuowana przy ul. Henryka Dąbrowskiego (ówcześnie Große Berlinerstrasse – Wielka Berlińska) na Jeżycach w Poznaniu. Była jednym z największych przedsiębiorstw w swojej branży w Europie Środkowej.

## Historia
Pierwszą fabrykę założył i był jej właścicielem chemik Aleksander Lippowitz. W 1863 roku Moritz Milch nabył od Louisa Kantorowicza należącą do niego Parową Fabrykę Mączki Kostnej otwartą w styczniu 1861 roku, usytuowaną przy ul. Henryka Dąbrowskiego (wówczas Große Berlinerstrasse).
W fabryce wytwarzano węgiel kostny dla śląskich i saksońskich cukrowni i nawozy sztuczne, których odbiorcami byli rolnicy z Wielkiego Księstwa Poznańskiego. Początkowo po przeniesieniu przez Moritza swojej fabryki zakład funkcjonował pod nazwą Fabryka Węgli Kostnych i Kostnej Mąki Nawozowej Moritz Milch & Co., następnie w 1872 roku przemianowany został na Fabrykę Nawozów Chemicznych Moritz Milch & Co. 20 stycznia 1889 roku fabrykę przejęło Towarzystwo Akcyjne, którego dyrektorem został Nazary Kantorowicz, jeden z jej ówczesnych właścicieli, a fabryka przyjęła nazwę Fabryka Chemiczna Towarzystwo Akcyjne, dawniej Moritza Milcha & Co. Ostatecznie w 1899 roku przekształcona w Fabrykę Chemiczną Milch AG Posen (niem. Chemische Fabrik Milch AG Posen). Głównymi odbiorcami nawozów były: prowincja poznańska, Śląsk, Prusy Zachodnie, Pomorze i Brandenburgia. Znaczącą część produktów eksportowano do Rosji, Wielkiej Brytanii, Szwecji i Stanów Zjednoczonych. W części zakładu wytwarzano superfosfat i nawozy sztuczne, w drugiej części produkowano klej, żelatynę i mączkę kostną. Na terenie zakładu po 1872 roku uruchomiono działy fabryczne zajmujące się wytwarzaniem kwasu siarkowego dla własnych potrzeb, a także kwasu azotowego.
Zakład zajmował obszar pomiędzy ul. Dąbrowskiego, a torami kolei Stargardzko-Poznańskiej, od których odchodziła bocznica kolejowa wybudowana w 1891 roku do obsługi fabryki, dodatkowo na terenie funkcjonowała zakładowa łańcuchowa kolej szynowa (wąskotorowa) i wisząca kolej linowa. Prawdopodobnie początkowo zabudowania fabryki wybudowano w konstrukcji szachulcowej, dopiero w 1889 roku rozpoczęto przebudowę. 
W 1897 roku w pobliże fabryki, do skrzyżowania ulic Polnej i Dąbrowskiego doprowadzono linię tramwajową.
W 1907 roku Moritz Milch zakupił rozległą działkę w Luboniu pod Poznaniem. W 1909 roku podjęto decyzję o przeniesieniu fabryki do miejscowości Luboń. W latach 1910–1912 wybudowano tam nową fabrykę wg projektu architekta Hansa Poelziga. W 1914 roku uruchomiono produkcję w nowej fabryce: Chemische Fabrik Milch–Aktion Gesellschaft w Luboniu, współcześnie Zakłady Chemiczne Luboń, od 2008 roku jako Luvena.   
Po I wojnie światowej na terenach po byłej fabryce Moritza Milcha w nowo wybudowanych halach produkcję uruchomiła fabryka obrabiarek „Wiepofama”, a część starych zabudowań fabrycznych przejęła Poznańska Fabryka Czekolady „Goplana”.

## Współcześnie
W 2019 roku rozpoczęto wyburzanie zabudowań dawnej fabryki pod budowę osiedla mieszkaniowego. Na terenach pofabrycznych realizowana jest obecnie inwestycja „Nowe Jeżyce”, której jeden z projektów przewiduje budowę m.in. domów mieszkalnych na terenie dawnych zakładów Wiepofamy.